# Siparunaceae
Siparunaceae er en lille plantefamilie med 2 slægter og 75 arter, som er udbredt i Sydamerika og Centralafrika. Arterne kan genkendes på deres modsatte, ustilkede blade med fremstående bladribber på undersiden. Veddet er uden brede marvstråler, og hårene på skud og blade er ofte stjerneformede eller sidder i totter.
Da ingen af arterne dyrkes i Danmark, og da de heller ikke har økonomisk betydning her, beskrives de ikke nærmere.
| Slægter |

- Glossocalyx
- Siparuna